# Kang Seul-gi
Kang Seul-gi (Hangul: 강슬기; RR: Gang Seul-gi) (Gyeonggi, 10 februari 1994), ook bekend onder haar artiestennaam Seulgi, is een Zuid-Koreaanse zangeres. Ze maakt sinds 2014 deel uit van de meidengroep Red Velvet.

## Biografie
Kang Seul-gi werd in 1994 geboren in Gyoenggi. Kang deed in 2008 mee met een auditie voor een SM Entertainment. In 2014 verscheen ze in een nummer van artiest Henry Lau. In 2014 sloot Seulgi zich aan bij de meidengroep Red Velvet.

## Discografie
- "You, Just Like That"
- "Always"

## Filmografie

### Tv-programma's
- 2017 - Idol Drama Operation Team[5]
- 2018 - Law of the Jungle in Mexico
- 2018 - Cool Kids[6]
- 2018 - Secret Unnie

### Tv-series
- 2016 - Descendants of the Sun[7]

- International Standard Name Identifier: 0000 0004 6746 8388
- MusicBrainz: ff415d62-f29d-4949-8b36-1dfde54e3737
- Virtual International Authority File: 11154590234843082426